# Benedicti M. Lőrinc
Benedicti M. Lőrinc (szlovákul Vavrinec Benedikt z Nedožier; Nedozser, 1555. augusztus 10. – Prága, 1615. június 4.) szlovák egyetemi tanár.

## Élete
Miután a középiskolát hazájában látogatta, a török háborúk s belvillongások miatt tanulmányait a prágai egyetemen kellett folytatnia, ahol 1595-ben baccalaureatust nyert és előbb ott tanított, azután a csehországi Németbródban volt tanár, 1603-tól pedig mint egyetemi tanár Prágában működött. Elsőként írt cseh nyelven római mértékre vett egyházi énekeket.

## Emlékezete

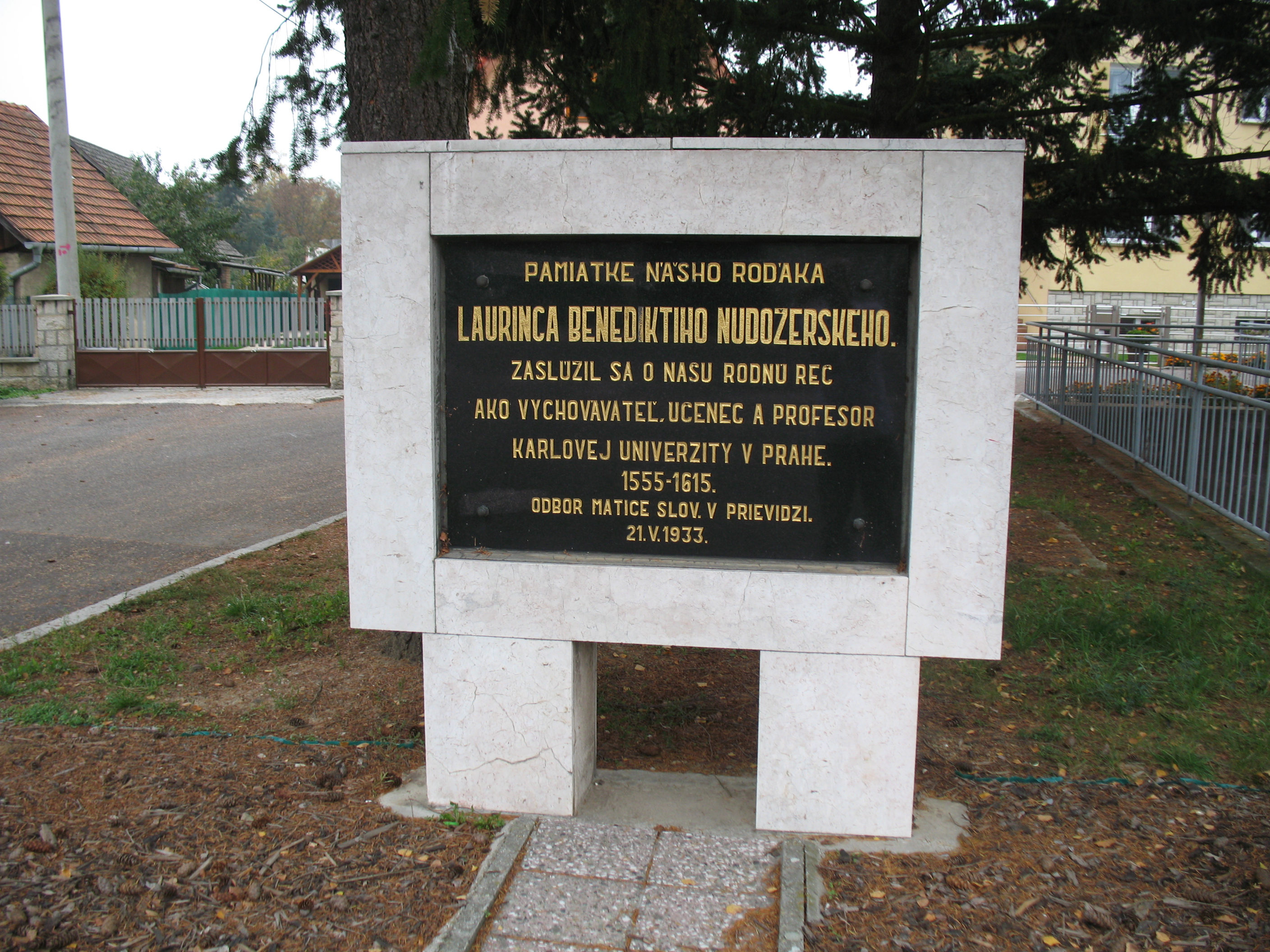
Emléktábla

- Szülőfalujában emléktábla

## Művei
- Grammatica bohemica. Pragae, 1603.
- Dávid tíz zsoltárát is kiadta cseh nyelven.